# 국도 제3호선 (모로코)

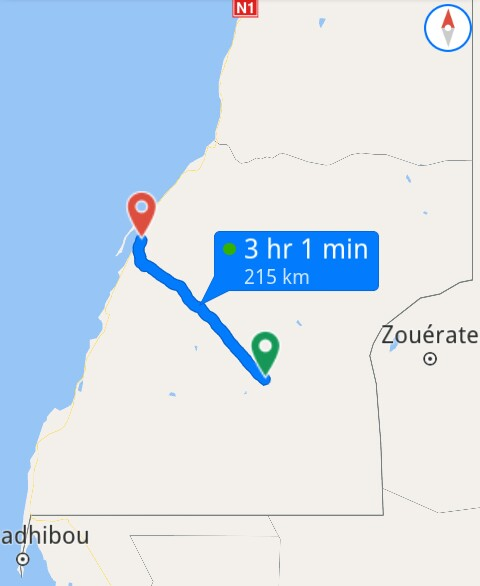
모로코 3번 국도의 실제 구간이며 거리상으로 봐도 215 km의 총 연장을 가지고 있다.

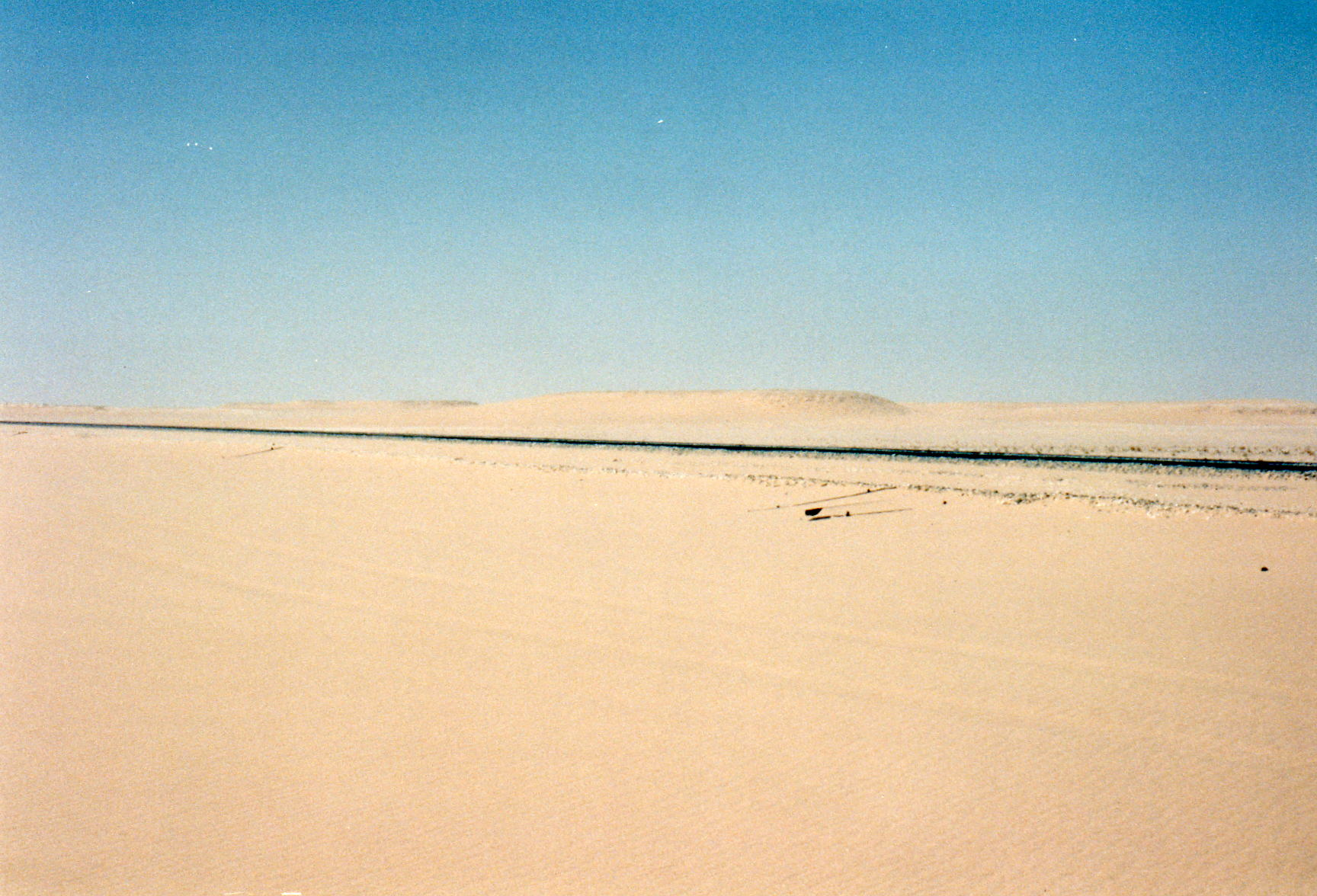
황량한 사막 지대를 질주하게 되어 있는 모로코 3번 국도의 모습. 실제 영유권은 서사하라의 실효 지배하에 들어간 장소이기도 하다.

국도 제3호선(아랍어: الطريق الوطنية 3, 프랑스어: Route nationale 3, N3)은 모로코의 다칼라에서 아우세르까지 이어주는 총 연장 347 km의 거리를 가진 모로코의 일반 국도 노선이다. 그러나 이 도로는 서사하라의 실효 지배 하에 들어간 구간이기도 하는 도로망이기도 하다.